# シンデレラは眠れない
『シンデレラは眠れない』（シンデレラはねむれない）は、1985年2月21日に発売されたALFEE20枚目のシングル。

## 概要
前作に続きオリコンチャート1位(初登場1位 初週売上 79,920枚)を獲得した作品。
タイトル曲は「泣かないでMY LOVE」以来8作振りに坂崎幸之助がリードヴォーカルを務めている。その際、アコースティック・ギターではなくシンセドラムを叩きながら歌う。ライブでは前年発売された『THE RENAISSANCE』収録「GATE OF HEAVEN」の一部で披露していたが、テレビでギターを持たずに歌ったのは初めてで、話題となった。坂崎曰く、バーターで使用したそうである（『アルフィーのオールナイトニッポン』最終回より）。以来、坂崎のシンセドラムセットは拡張を続け、今ではギターを弾きつつ、ドラムを叩き、ハーモニカを披露しながら、カメラを構えるという器用ぶりを発揮している。
前作同様、後発アルバム『FOR YOUR LOVE』には未収録、更にその後リリースされたアルバム『THE BEST SONGS』に収録されたが、実際は先に以下のベストアルバムに収録された（表題曲は『ALFEE A面 コレクション』CD盤、B面曲は『ALFEE B面 コレクション』CD盤）。
2004年リリースのベストアルバム『THE ALFEE 30th ANNIVERSARY HIT SINGLE COLLECTION 37』には、アレンジを変更した新録音源で収録。
タイトル曲は、カネボウ化粧品'85 春のイメージソング（CM出演者は沢口靖子）として使用された。沢口は「恋人達のペイヴメント」が使用された江崎グリコアーモンドチョコレートのCMにも出演しており、タイトル曲が2作連続で沢口出演CMに使用された。
「シンデレラは眠れない」と題される前の仮タイトルは、「メッセージA」であった。

## 収録曲
1. シンデレラは眠れない （作詞：高見沢俊彦・高橋研、作曲：高見沢俊彦、編曲：ALFEE）
2. A Last Song （作詞・作曲：高見沢俊彦、編曲：ALFEE）

## 収録作品
- ALFEE A面 コレクション (CD)（#1）
- ALFEE B面 コレクション (CD)（#2）
- ALFEE 4WAY STORY（#1）
- THE BEST SONGS（#1,2）
- アルフィーA面コレクション スペシャル（#1）
- アルフィーB面コレクション スペシャル（#2）
- THE ALFEE THE BEST（#1）
- THE ALFEE SINGLE HISTORY VOL.II 1983-1986（#1,2）
- THE ALFEE 單曲全集一（#1）
- The Alfee Meets Dance（#1）
- THE ALFEE EMOTIONAL LOVE SONGS（#1）
- THE ALFEE 30th ANNIVERSARY HIT SINGLE COLLECTION 37（#1、新録）
- THE ALFEE SINGLE HISTORY VOL.V 1996-2001（#1、『30th ANNIVERSARY HIT SINGLE COLLECTION 37』ヴァージョン）

## 他のアーティストによるカバー
シンデレラは眠れない
- Chilli Beans. - THE ALFEEトリビュートアルバム『五十年祭』（2024年8月14日発売）に収録[1]。